# Андреа Ваєрманн-Ліц
Андреа Ваєрманн-Ліц (нім. Andrea Weiermann-Lietz, 15 грудня 1958) — німецька хокеїстка на траві.
Срібна призерка Олімпійських Ігор 1984 року.